# Campeonato Guianense de Futebol de 2012-13
A National Super League 2012-13 foi 13ª edição do Campeonato Guianense de Futebol. Foi realizada seguindo-se o calendário europeu, sendo vencida pelo Alpha United Football Club, que conquistou o seu quarto título nacional.
O campeão classificou-se para o Campeonato de Clubes da CFU de 2014.